# Alvin Plantinga
Alvin Carl Plantinga (* 15. listopadu 1932 Ann Arbor, Michigan) je americký filosof, představitel analytické filozofie a emeritní profesor na University of Notre Dame, kde přednášel v letech 1982–2010. Mezi roky 1963–1982 působil na Calvin College v michiganském Grand Rapids.
Známé jsou jeho příspěvky k filozofii náboženství a křesťanské apologetice z protestantských pozic. K nejznámějším knihám patří God and Other Minds z roku 1967. V otázce evoluce je zastánce teorie inteligentního plánu.
V roce 2017 se stal držitelem Templetonovy ceny, označované za „Nobelovu cenu za náboženství“, s odměnou 1,4 milionu dolarů.